# ウォーターフロントパーク
ウォーターフロントパーク(Water Front Park 略称:WFP)は東京ディズニーシー内にある多目的広場のことである。
主にスペシャルイベントのステージ会場として使用されるが、スペシャルイベントが無い時、スペシャルイベント向けにステージ設置工事を行っていない時、メディテレーニアンハーバーでスペシャルイベントを行う時などは、公園としてゲストに開放されている。
2003年11月4日オープン。　建設主：大林組
ウォーターフロントパークで開催された最初のショーは2003年の「ハーバーサイド・クリスマス」で開催された「クリスマスホリデー・イン・ニューヨーク」。
2015年7月16日より三井不動産がスポンサー企業として契約された。

## スペシャルイベント非開催期間
ベンチ、樹木などが配置された公園として開放されている。
公園中央の地面は噴水となっている。この噴水には貯水部分が無く、噴水部分を駆け抜けるといった事も可能。夜間は噴水がライトアップされる。
この噴水は公園に流れるBGMに合わせて、水量や噴き上げる高さなどが変化する。昼と夜とではBGMの傾向が異なり、昼は20世紀初頭のマーチングバンド曲,夜は20世紀初頭のJazz曲が流れる。

## スペシャルイベント開催期間

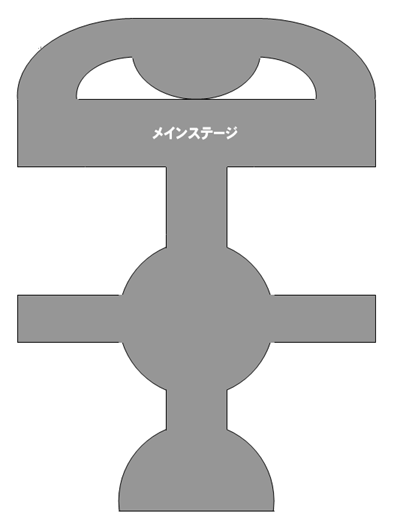
『ディズニー・リズム・オブ・ワールド』開催時のステージ配置

スペシャルイベントの会場として使用される場合は、ステージを設置する。
ステージは固定ではなく、イベント毎に設置される。「ディズニー・リズム・オブ・ワールド」開催時のような十字のものや、「ミニーのナットクラッカー」などのようなアイスリンクが接続されたものなど、様々なタイプのステージがある。
ステージの方向は、東向きに設置されることが多いが、「ザッツ・ディズニーテイメント」や「ミステリアス・マスカレード」「クリスマス・ウィッシュ」のように北向きに横長のステージが設置される場合もある。
「ミッキーのドリームカンパニー」までに行われてきたショーは全席自由席のため、トイレなどで一時退場する際は、キャストが配布している再入場券を貰い、再入場する際に返却する。会場内の混雑が少ない場合には、再入場券が配られないこともある。
「ミステリアス・マスカレード」（2009年、2010年）、「クリスマス・ウィッシュ」（2010年、2011年）は抽選による入場券の配布（立ち見も含めて全席指定）が行われた。
「イースター・イン・ニューヨーク」では小型ステージを四隅に配し、地面に直接座って鑑賞。「ニューヨーク・ハロウィーン・フォリーズ」「ホリデーグリーティング・フロム・セブンポート」では地面に直接座ってみるが、西向きにステージが設置された。

## 過去に開催されたショー
- クリスマスホリデー・イン・ニューヨーク（Christmas Holiday in New York）　2003年／2004年
- スウィング・ハーバー・カウントダウン（Swing Harbor Countdown）　2003年12月31日／2004年12月31日／2005年12月31日
- ディズニー・リズム・オブ・ワールド（Disney's Rhythms of the World）　2004年／2005年／2006年
- ニューヨーク"お正月"グリーティング（New York "Oshiogatsu" Greetings）　2004年／2005年
- ザッツ・ディズニーテイメント「ウィズ・ミッキー」&「アフターダーク」（That's Disneytainment with Mickey , After Dark）　2004年
- ウィッシュ（Wishes）　2005年
- ミニーのナットクラッカー（Minnie's Nut Cracker）　2005年
- ニューヨーク"お正月"フェスティバル（New York "Oshogatsu" Festival）　2006年
- JCB Private Festa in Summer 2006年7月7日 (JCBカード利用者向けの貸し切り営業)
- 東京ディズニーシー・スペシャルナイトCLUB DISNEY"ベイサイド・ビートReturns" 2007年
- 東京ディズニーリゾート25thアニバーサリー5thステージ『ミッキーのドリームカンパニー』 2009年
- ミステリアス・マスカレード 2009年／2010年
- クリスマス・ウィッシュ 2010年／2011年
- ニューイヤーズ・イヴ・セレブレーション 2011 ウォーターウロントパーク・カウントダウン 2010年12月31日
- イースター・イン・ニューヨーク 2012年／2013年／2014年
- スノークリスタル・イルミネーション 2013年／2014年／2015年
- ニューヨーク・ハロウィーン・フォリーズ 2014年
- ホリデーグリーティング・フロム・セブンポート 2014年